# اکول پلی‌تکنیک مونترآل
پلی‌تکنیک مونترال (به فرانسوی: Polytechnique Montréal) که پیش تر به نام اِکول پلی‌تکنیک مونترال (به فرانسوی: École polytechnique de Montréal) نیز شناخته میشد، بزرگ‌ترین دانشکده مهندسی در ایالت کبک کانادا واقع در شهر مونترآل و یکی سه دانشکده مهندسی برتر در کانادا است. پلی‌تکنیک مونترال در سال ۱۸۷۳ تأسیس شده، بخشی از دانشگاه مونترآل محسوب می‌شود و در محوطه اصلی این دانشگاه می‌باشد. این دانشکده در میان دانشکده ها مهندسی عضو گروه U15، در بسیاری از زمینه های تحقیقاتی پیشتاز است و فارغ‌التحصیلان آن در عمده ابرپروژه‌های مهندسی کبک در قرن بیستم نقش داشته‌ و در صدر مشارکت قرار داشتند.

## رشته‌های مورد تدریس در پلی‌تکنیک مونترال
- دپارتمان مهندسی شیمی
  - مهندسی شیمی

- دپارتمان مهندسی عمران، زمین‌شناسی و معدن
  - مهندسی عمران
  - مهندسی زمین‌شناسی
  - مهندسی معدن

- دپارتمان مهندسی برق
  - مهندسی پزشکی
  - مهندسی برق

- دپارتمان مهندسی کامپیوتر و نرم‌افزار
  - مهندسی کامپیوتر
  - مهندسی نرم‌افزار

- دپارتمان ریاضیات و مهندسی صنایع
  - مهندسی صنایع

- دپارتمان مهندسی مکانیک
  - مهندسی هوافضا
  - مهندسی مکانیک

- دپارتمان فیزیک مهندسی
  - فیزیک مهندسی
  - مهندسی هسته‌ای